# ウインズ佐世保
ウインズ佐世保（ウインズさせぼ）とは、長崎県佐世保市ハウステンボス町にある場外勝馬投票券発売所 (WINS) の1つである。

## 施設概要
ウインズ佐世保は2002年7月20日にオープンした。オランダ・アムステルダムにあるコンセルトヘボウをモデルにした外観となっており、施設内部はオペラハウスを再現したもので、オランダの町並みを再現したハウステンボス（以下HTB）に溶け込んだ施設となっており、他のウインズとは一線を画す。
競馬が開催されていない日には、ホールとして使われることもあり、会議や映画の試写、コンサートに利用された実績がある。
2023年からは1Fゲルックホール部分がハウステンボス歌劇団の劇場として利用されている。
- 1F 発売・払い戻し、インフォメーション、売店
- 2F モニタールーム（84席）
- 3F バルコニー席（128席）(閉鎖)
- 4F バルコニー席（120席）(閉鎖)

館内は全フロアが禁煙および撮影禁止となっていたが、2023年現在は撮影可能となっている。
しかし、撮影する場合は係員や他の利用客が写らないように配慮するべきである。
2015年1月から2階以上は閉鎖されることになり、2025年12月28日をもって営業終了予定である。

## アクセス
- 西九州自動車道・佐世保大塔ICから車で15分
- JR佐世保駅から車で25分
- 鉄道では、大村線ハウステンボス駅から徒歩約25分
- バスでは、西肥バス「ハウステンボス西門行き」に乗車し、ウインズ佐世保前バス停から徒歩約3分（中央競馬開催日に限り運行。）
- 2010年10月2日より、長崎県営バスが運行する高速バスの長崎 - HTB・ウインズ佐世保線運行再開（土日祝・年始年末のみ）。
- 2015年10月1日以降はHTB場内との行き来はできなくなった。代わりに、建物内の一部を区切ってHTB利用客専用の投票コーナー（HTB投票所）を設けた。

## 発売・払い戻し期間

### 開催日
- 発売：原則として9時20分から最終R締切まで（前日発売は16時50分まで）
- 払戻：原則として9時20分から16時50分まで

HTB投票所は発売、払い戻し共に土曜日、日曜日の9時30分から16時30分までである。
尚、馬券の払い戻し期間は60日。

### 非開催日
なし

## 発売単位
- 全賭式100円単位である。